# Brøndby IF
|  | For amatørforeningen, se Brøndbyernes IF og for kvindeholdet se Brøndby IF (kvinder). For alternative betydninger, se BIF |
Brøndby IF er en dansk fodboldklub hjemmehørende i den københavnske forstad, Brøndbyvester. Brøndby IF betegner den professionelle fodboldafdeling i Brøndbyernes Idrætsforening, der blev stiftet den 3. december 1964 ved en sammenslutning af fodboldklubberne Brøndbyøster Idrætsforening (stiftet den 10. oktober 1928) og Brøndbyvester Idrætsforening (stiftet den 1. februar 1909). Klubbens førstehold, der spiller i den danske 3F Superligaen, afvikler sine hjemmebanekampe på Brøndby Stadion, hvor dets hold spiller i blå bukser og sokker samt gule trøjer.
Brøndbyernes IF Fodbold A/S, som er selskabet bag ligaholdet og talentholdene, blev stiftet den 15. maj 1978 i forbindelse med indførelsen af professionel fodbold i Danmark. I 1987 blev Brøndby IF som blot den anden fodboldklub i verden børsnoteret. Aktiemajoriteten har siden januar 2023 været ejet af den amerikanske kapitalfond Global Football Holdings, L.P.
Klubben har udmærket sig både nationalt og internationalt blandt andet ved at nå kvartfinalen i Mesterholdenes Europa Cup 1986-87 og semifinalen i UEFA Cup 1990-91. Derudover har klubben kvalificeret sig til UEFA Champions League i 1998 som den første danske klub, (AaB spillede i gruppespillet i 1995, men kom kun med pga. en bestikkelses episode med Dynamo Kiev, som slog AaB ud i kvalifikationen) og klubben kvalificerede sig til UEFA Cuppens gruppespil som første danske hold i 2005.
Op gennem 1980'erne blev Brøndby IF's rolle i dansk fodbold mere og mere fremtrædende med blandt andet mesterskaber i 1985, 1987 og 1988 og igen i 1990 og 1991. I perioden 1996-1998 vandt Brøndby IF tre danske mesterskaber i træk. I 1998 vandt klubben også pokaltitlen og hjemførte dermed "The Double". Siden hen har Brøndby IF vundet det danske mesterskab i 2002 og i 2005, hvor Brøndby IF igen vandt pokalturneringen og dermed "The Double". Holdet vandt senest pokalturneringen i 2018 og det danske mesterskab i 2021.
Brøndbys største rival er i dag FC København, og opgørene er nogle af de største rivalopgør i Norden og kaldes Slaget om København eller The New Firm.

## Spillere

### A-Truppen
Liste over Brøndby IF's A-trup.
Oversigten er opdateret til og med 19. mars 2025
| Nr. | Land                | Position | Spiller                      |
| --- | ------------------- | -------- | ---------------------------- |
| 1   | Østrig              | MM       | Patrick Pentz (vice-anfører) |
| 2   | Danmark             | FO       | Oliver Villadsen             |
| 5   | Danmark             | FO       | Rasmus Lauritsen             |
| 6   | Holland             | MI       | Stijn Spierings              |
| 7   | Danmark             | MI       | Nicolai Vallys               |
| 8   | Bosnien-Hercegovina | MI       | Benjamin Tahirovic           |
| 10  | Danmark             | MI       | Daniel Wass (anfører)        |
| 11  | Danmark             | AN       | Filip Bundgaard              |
| 13  | USA                 | MM       | Gavin Beavers                |
| 16  | Danmark             | MM       | Thomas Mikkelsen             |

| Nr. | Land     | Position | Spiller            |
| --- | -------- | -------- | ------------------ |
| 17  | USA      | FO       | Justin Che         |
| 18  | Japan    | AN       | Kotaro Uchino      |
| 19  | Japan    | AN       | Sho Fukuda         |
| 24  | Kroatien | FO       | Marko Divković     |
| 27  | Tyskland | FO       | Mats Köhlert       |
| 30  | Belgien  | FO       | Jordi Vanlerberghe |
| 31  | Surinam  | FO       | Sean Klaiber       |
| 32  | Danmark  | FO       | Frederik Alves     |
| 35  | Danmark  | MI       | Noah Nartey        |
| 37  | Danmark  | FO       | Clement Bischoff   |
| 38  | Danmark  | AN       | Jacob Ambæk        |
| 42  | Danmark  | MI       | Mathias Jensen     |

### Ungdomsspillere i brug
| Nr. | Land    | Position | Spiller               |
| --- | ------- | -------- | --------------------- |
| 38  | Danmark | AN       | Jacob Ambæk           |
| 43  | Danmark | FO       | Lukas Larsen          |
| 50  | Danmark | MM       | William Sonne-Schmidt |

### Udlejet
| Nr. | Land    | Position | Spiller                                                         |
| --- | ------- | -------- | --------------------------------------------------------------- |
| 15  | Sverige | AN       | Carl Björk (Udlejet til B.93 indtil 30. Juni 2026)              |
| 43  | Danmark | FO       | Lukas Larsen (Udlejet til FC Emmen indtil 30. juni 2026)        |
| 33  | Ghana   | AN       | Emmanuel Yeboah (Udlejet til Halmstads BK indtil 30. juni 2026) |

### Masterclass
Brøndby Masterclass er klubbens ungdoms- og talentafdeling. Her spiller spillere fra U/13 til U/19, som led i fødekæden til Superligatruppen.

## Historie
Brøndby IF startede som en sammenlægning af Brøndbyøster Idrætsforening og Brøndbyvester Idrætsforening i 1964. Klubbens første formand var Jørgen Lundø.. Klubben startede i den sjette af de elleve danske ligaer, Serie 1, hvor man sluttede de første to sæsoner på fjerdepladsen. Blandt spillerne i de første år var holdkaptajn Per Bjerregaard, en læge der var flyttet til København fra Jylland, og som senere skulle spille en væsentlig rolle i Brøndbys succes.[kilde mangler] I 1967 ansatte klubben træner Leif Andersen, hvis fokus på disciplin og fysisk spil med det samme sikrede en oprykning til Sjællandsserien.[kilde mangler] Efter et par middelmådige sæsoner skiftede man Andersen ud med John Sinding, hvorefter klubben rykkede op i Danmarksserien.
I 1973 stoppede Per Bjerregaard sin aktive karriere som 27-årig og blev formand i Brøndby IF.[kilde mangler] Hans første handling som formand var at fyre træner Sinding.[kilde mangler] I hans sted ansatte Brøndby den tidligere professionelle landsholdsspiller Finn Laudrup som for nylig sammen med sin familie var flyttet til kommunen.[kilde mangler] Finn Laudrup overtog stillingen som træner mens han stadig deltog aktivt i kampene som spiller. Med på holdet var også Laudrups svoger Ebbe Skovdahl, ligesom Laudrup tog sine to unge sønner, Brian og Michael Laudrup med til klubben.[kilde mangler] Under Finn Laudrups styring ændredes spillestilen til en mere offensiv strategi, men Finn Laudrup valgte dog allerede efter et år at afgive trænerposten for at kunne koncentrere sig om at være spiller.[kilde mangler] Efter oprykningen i 1975 forlod Finn Laudrup Brøndby som nu spillede i 3. division, for at spille for KB i den højeste danske liga, dengang kendt som 1. division. Et år senere fulgte Michael Laudrup efter.

### Professionel fodbold
I 1977 rykkede Brøndby op i 2. division og var en af de klubber, der hurtigst tilpassede sig de nye tilstande med professionel fodbold i de bedste danske ligaer.[kilde mangler] Det lykkedes Per Bjerregaard at overtale Finn Laudrup til at vende tilbage til Brøndby IF på en professionel kontrakt i 1981, og efter en sæson med 85 mål i 30 kampe rykkede Brøndby op i den højeste liga, 1. division, under træner Tom Køhlert. Finn Laudrup trak sig derefter tilbage, 36 år gammel, men i hans sted vendte Michael Laudrup tilbage før 1982-sæsonen som en af ti spillere, der forlod KB det år.
Brøndby IF vandt sin 1. divisions-debutkamp 7-1 over de ligeledes nyoprykkede B 1909, i en kamp hvor Michael Laudrup scorede to mål. Han blev efterfølgende kaldt op til landsholdet, og 15. juni 1982 blev han den første Brøndbyspiller til at vinde en landskamp for Danmark. Brøndby sluttede sin første sæson i 1. division på fjerdepladsen med Michael Laudrup på tredjepladsen på ligaens topscorerliste med 15 mål.[kilde mangler] Han blev senere kåret som Årets danske spiller. I 1983 blev Michael Laudrup solgt til Juventus F.C. i den dengang største transferhandel i Danmark nogensinde,[kilde mangler] hvormed Brøndby fik et økonomisk råderum til at udvide yderligere.
Efter fire år i den øverste danske liga vandt Brøndby sit første danske mesterskab i 1985. Dette medførte at Brøndby ligeledes kom til at spille sin første europæiske kamp, da klubben slog de ungarske mestre Budapest Honvéd FC 4-1 i Europacuppen 1986. I 1986 blev Brøndby den første fuldt professionelle danske klub da ti spillere fik en fuldtidskontrakt. Klubben blev ligeledes introduceret på Københavns Fondsbørs i 1987, og var blot den anden klub på verdensplan til at blive et aktieselskab.

### Europæisk succes
Gennem den anden halvdel af firserne dominerede holdet den hjemlige liga og sluttede ikke lavere end en andenplads indtil 1992. Holdet var bygget op omkring danske talenter, noget som lige siden har været et kendetegn for klubben. Fra 1987 til 1991 vandt Brøndby titlen som Årets danske spiller hvert år. Modtagerne udgjorde kernen på det danske landshold, der senere vandt Europamesterskabet i fodbold 1992 (Euro 1992): den første målscorer i 2-0-sejren i finalen John "Faxe" Jensen (1987), landsholdskaptajn Lars Olsen (1988), verdens bedste målmand i 1992 og 1993 Peter Schmeichel (1989), den firefoldige vinder af prisen som Årets danske spiller Brian Laudrup (1990) samt den anden målscorer i Euro 1992-finalen Kim Vilfort (1991). Klubben vænnede sig til at vinde det nationale mesterskab og vendte sin opmærksomhed mod europæisk succes.[kilde mangler]
I 1990 hyrede Brøndby den tidligere landsholdskaptajn Morten Olsen som træner, og under hans styre blev UEFA-cuppen 1990-91 et hidtidigt højdepunkt i klubbens korte historie. Specielt sejrene over Eintracht Frankfurt og Bayer 04 Leverkusen fra Tyskland og den russiske klub Torpedo Moskva indeholdte mange store præstationer af de danske spillere, og klubben var minutter fra at kvalificere sig til finalen. I det 88. minut af semifinalen scorede Rudi Völler dog et mål, der fratog Brøndby finalepladsen, der i stedet gik til AS Roma.[kilde mangler] Efter den imponerende optræden af den relativt lille danske klub blev verdens øjne rettet mod klubben fra Vestegnen og vigtige spillere som Lars Olsen, topscorerangriberen Bent "Turbo" Christensen og den absolutte stjerne Peter Schmeichel forlod klubben til fordel for større europæiske klubber.

### Højt at flyve, dybt at falde
Det følgende år, 1992, var det hidtidige værste år i klubbens historie set med økonomiske briller. Den planlagte overtagelse af den danske bank Interbank gik galt.[kilde mangler] Det var forventet at kommende succes i Europacuppen ville give klubbens aktier et skub opad, noget der skulle finansiere købet, men da klubben blev slået ud af Dynamo Kijev i kvalifikationen til Europacuppen 1991-92 nåede aktierne aldrig op på den nødvendige værdi for at kunne gennemføre handelen. Det var blevet arrangeret at de finansielle støtter i Hafnia skulle overtage købet, hvis Brøndby ikke kunne finansiere det, men da Hafnia gik konkurs var Brøndby nødt til at gennemføre handelen.[kilde mangler] Et økonomisk kollaps var nært forestående, da klubbens gæld nærmede sig 400 millioner kroner. En langsigtet redningsplan iværksattes for at redde klubben,[kilde mangler] men disse begivenheder fik indflydelse på holdets præstationer, og mesterskabet, der nu hed Superligaen, blev ikke vundet igen før 1996.

### Genopbygning i 90'erne
Genopbygningen af holdet skete under ledelse af cheftræner Ebbe Skovdahl.[kilde mangler] Lars Olsens og John "Faxe" Jensens tilbagevenden til holdet, kombineret med målmand Mogens Krogh og angriberen Ebbe Sands fremkomst, fik holdet tilbage på fode. Genopbygningen kulminerede med sejren over engelske Liverpool F.C. i UEFA-cuppen 1995-96, selvom AS Roma igen senere slog Brøndby ud.
Efter genopbygningens start vandt Brøndby tre danske mesterskaber i træk, og i UEFA Cuppen året efter kom en af de største bedrifter i klubbens historie, da de hjemme tabte 3-1 til Karlsruher SC, hvorefter de formåede at slå Karlsruher SC med 5-0 i Tyskland.[kilde mangler] Denne kamp er stadig et stort mindesmærke for dansk fodbold, og især Brøndby IF.

### Laudrup-årene
Op til 2003-2004 superligasæsonen annoncerede Brøndby sensationelt af den tidligere spiller og danske fodboldikon Michael Laudrup skulle være cheftræner i sin barndomsklub med John "Faxe" Jensen som assistent, ligeledes en tidligere Brøndbyspiller og legende i klubben. I deres første sæson blev der skåret kraftigt i den på det tidspunkt store spillertrup, 33 mand blev således barberet ned til 23 i A-truppen og der oprettedes ligeledes en talent-trup.[kilde mangler] Der blev satset kraftigt på spillere af "egen avl", altså unge spillere som var opfostret i klubben. I denne proces lod Michael Laudrup mange spillere finde andre klubber, idet han ikke mente de passede med den spillestil han havde tænkt sig. Under Michael Laudrup vandt Brøndby IF The Double i 2005, det vil sige både Superligaen og Landspokalen. Derudover opnåede man ligeledes international succes, da det tyske hold Schalke 04 blev slået i 2003-2004 UEFA Cupen. Senere røg klubben dog ud til Michael Laudrups anden tidligere klub, spanske FC Barcelona.
I maj 2006 blev det annonceret at Michael Laudrup og John "Faxe" Jensen ikke kunne blive enige med ledelsen i Brøndby IF om en kontraktforlængelse, og trænerduoen forlod derfor klubben.

### Kaosset starter
De to tidligere trænere blev erstattet af den hollandske træner René Meulensteen som tidligere havde været assistenttræner i Manchester United F.C. Sammen med den nyansatte sportsdirektør Anders Bjerregaard, Per Bjerregaards søn, foretog han en masse indkøb af spillere, som aldrig slog igennem på banen. Det nye hold kunne ikke leve op til den offensive og spændende fodbold, som var blevet praktiseret i klubben under træner Michael Laudrup. Angiveligt grundet interne stridigheder med bestyrelsesformanden Per Bjerregaard, forlod Rene Meulensteen jobbet efter blot seks måneder klubben.
Udtalelsen "Brøndby is a very sick patient requiring immediate attention" fra Rene Meulensten et par måneder efter hans exit fra klubben, er sidenhen blevet brugt igen og igen af kritikere af klubbens infrastruktur og ledelsesstil, primært centreret omkring personen Per Bjerregaard. Meulensteen nævnte blandt andet infrastrukturelle problemer som årsagen til klubbens nedtur samt hvad han anså som "klikedannelser" i spillertruppen.
Dette fik Meulensteen til at kræve tre daværende spillere fyret i klubben, Marcus Lantz, Thomas Rytter og klublegenden Per Nielsen. Meulensteen mente, at fyringen af de tre spillere ville komme klikedannelsen i truppen til livs, da de tre i hans optik var blandt de største årsager til opsplitningen i truppen. Dette træk fra Meulensteens side er sidenhen af danske fodboldeksperter blevet nævnt som den hurtigste måde man kan komme ud i kulden i en klub som Brøndby IF.[kilde mangler]
Efter Meulensteens tidlige exit fra klubben blev den tidligere Brøndbytræner Tom Køhlert igen kaldt ind som redningsmand. Denne gang skulle Køhlert fungere som en permanent erstatning og fik en kontrakt på 2½ år som træner for klubbens førstehold. Efter at have tabt 2-4 til Horsens den 26. august, den 23. udekamp i træk Brøndby havde tabt, blev klubbens sportslige krise for meget for en gruppe hardcore fans på omkring 200 mand, der hilste spillerne velkommen med rasende tilråb, truende adfærd og råb som Dø lejesvende! og "Vi er Brøndby, hvem er I?" ved spillerbussens ankomst til Brøndbyvester.
Den 31. august 2007 meddelte klubbens daværende direktør, Per Bjerregaard, at han ville træde tilbage som administrerende direktør, for i stedet at påtage sig rollen som bestyrelsesformand i klubben. Kort efter Bjerregaards rolleflytning annoncerede den tidligere Brøndbyspiller Peter Schmeichel, at han var interesseret i at købe Brøndby IF og blive indsat som den nye administrerende direktør. Denne meddelelse delte klubbens fans, da Peter Schmeichel tilsyneladende blot var en "stråmand" for en række store danske investorer, blandt andre Aldo Petersen som blandt andet var en af F.C. Københavns største investorer. Schmeichels tilbud endte med at blive afvist af Brøndbys bestyrelse. Den 1. april 2008 blev Hermann Haraldsson indsat som ny administrerende direktør i Brøndby IF.
2007-08 sæsonen startede sløjt ud, og Brøndby opnåede kun fem point i de syv første kampe. Dette fik træner Tom Køhlert til at udmelde at Brøndbys avancement i DBU Pokalen nu havde en højere prioritet for klubben end Superligaen.[kilde mangler] Dette viste sig at være succesfuldt, da Brøndby vandt deres første titel i tre år ved den 1. maj 2008 at slå Esbjerg fB 3-2 i pokalfinalen og derved kunne kalde sig pokalmestre.
Efter denne sæsons bedrift erklærede Tom Køhlert sit job fuldført og klubben begyndte at lede efter en ny træner til førsteholdet. Den 16. juni 2008 annoncerede Brøndby IF, at de havde fundet en ny cheftræner i Kent Nielsen, en tidligere Brøndbyspiller. Kent Nielsen tog over fra den 1. januar 2009, midt i sæsonen 2008-09 . I denne sin fjerde omgang som træner for Brøndbys førstehold afleverede Tom Køhlert holdet på en førsteplads i Superligaen ved vinterpausen, hvor Kent Nielsen overtog trænersædet.

### Kasi-konflikten
Den 1. juli 2008 erstattede KasiGroup Brøndbys mangeårige hovedsponsor Codan Forsikring. KasiGroups sponsorat involverede et samarbejde med UNICEF, som gjorde, at Brøndby, som den kun anden klub i hele Europa efter FC Barcelona, kom til at bære UNICEFs logo på spillertrøjen.[kilde mangler] Ydermere indgik KasiGroup et sponsorat af Brøndby Stadion samt et løfte om en pengeindsprøjtning af betydelig størrelse til at løfte spillertruppen.[kilde mangler] Dette betød at Brøndby i sommerpausen 2008 kunne præsentere fem nye spillere til at styrke førsteholdstruppen.
Den 30. december 2009 opstod der en konflikt mellem KasiGroups ejer, Jesper Nielsen, og bestyrelsen i Brøndby IF,[kilde mangler] primært centreret ved bestyrelsesformand Per Bjerregaard, hvilket resulterede i at KasiGroup med Jesper Nielsen i front ville trække sig ud af det økonomiske samarbejde med Brøndby før tid.[kilde mangler] Dette resulterede i en ophørsaftale mellem KasiGroup og Brøndby IF.[kilde mangler] Det var en fordelagtig aftale for Brøndby, der blev garanteret "en økonomisk kompensation, som begge parter er enige om har en sådan størrelse, at Brøndby ikke stilles økonomisk dårligere, end hvis Kasis aftaler med Brøndby IF var fortsat til udløb den 1. juli 2013..
Aftalen betød at KasiGroup betalte Brøndby IF for hele det indeværende år 2009 plus en forudbetaling for 2010.[kilde mangler] Derefter skulle Jesper Nielsen betale Brøndby IF tre millioner kroner pr. måned som en økonomisk kompensation, frem til at Brøndby IF fandt en ny hovedsponsor.[kilde mangler] Dette forpligtede klubben sig på kontrakt til aktivt at søge efter.

### Derouten tager om sig
Med cheftræner Kent Nielsen ved roret, kom Brøndby nu igen ind i en sportslig krise. På trods af, at træner Tom Køhlert havde afleveret holdet på en førsteplads i den danske Superliga ved sin fratrædelse i vinterpausen 2009, formåede Kent Nielsen ikke at holde holdet på denne placering, og klubben måtte i stedet nøjes med bronzemedaljer i sæsonen 2008-2009.
Den sportslige krise tog om sig i løbet af sæsonen 2009-2010, og efter et nederlag til Superligaens daværende bundhold HB Køge på 3-1, udmeldte bestyrelsesformand Per Bjerregaard d. 25 marts 2010, et par timer efter det pågældende HB Køge-nederlag, at cheftræner Kent Nielsen var blevet fyret grundet førsteholdets dårlige resultater.
Dagen efter Kent Nielsens fyring, den 26. marts 2010, præsenterede Brøndby IF Henrik Jensen som førsteholdstruppens nye cheftræner. Derved fortsatte klubben sin tradition med at prioritere forhenværende Brøndbyspillere på de betydningsfulde stillinger i klubben, en tradition som videreførte den ”familiefølelse” som Brøndby IF af mange er blevet kædet sammen med.[kilde mangler]
Under cheftræner Henrik Jensen opfyldte klubben ej heller de sportslige ambitioner. En enkelt kamp i starten af sæsonen 2010-11 står dog stadig som et lyspunkt i Brøndbys europæiske historie, da klubben overraskende den 19. august 2010 besejrede det portugisiske storhold Sporting Lissabon 0-2 på udebane i Lissabon i en kvalifikationskamp til Europa League. Begejstringen over denne sejr blev dog hurtigt omdannet til frustration, da klubben i returopgøret på Brøndby Stadion en uge efter måtte se sig slået 0-3 og dermed missede de chancen for at kvalificere sig til Europa League-gruppespillet.
Da klubben i den 13. spillerunde i 2011-12-sæsonen befandt sig på en 10. plads i tabellen, så bestyrelsen sig nødsaget til igen af fyre cheftræneren. Den 24. oktober 2011 blev Henrik Jensen fyret.
Denne gang blev det igen en tidligere Brøndbyspiller som skulle overtage den varme stol som cheftræner i klubben. I den samme fondsbørsmeddelelse, hvor bestyrelsen meddelte Henrik Jensens fyring, blev det bekendtgjort, at cheftrænerstillingen skulle overtages af Auri Skarbalius, igen en tidligere spiller. Skarbalius skulle efter planen være rykket til klubben som assistenttræner for Henrik Jensen i januar 2012, men denne plan blev fremskyndet og ændret grundet Jensens fyring.
Den 21. juli 2012 valgte Per Bjerregaard, den mest ombejlede skikkelse i Brøndby IF gennem en årrække, at gå af som bestyrelsesformand og samtidig trække sig helt ud af bestyrelsen. Sten Lerche overtog formandsposten.

### Kampen om overlevelse
Da Skarbalius kom til, var klubbens førstehold ej i nogen god forfatning. Grundet den manglende sportslige succes, kom klubben i løbet af sæsonen 2012-13 tættere og tættere på en mulig nedrykning. Oven i dette tog klubbens økonomiske krise om sig, og klubben blev af flere omgange spået konkurs af diverse tabloidmedier og ”eksperter”. For at redde sig økonomisk foretog Brøndby IF mellem den 12. og 25. april 2013 en stor aktieemission. Samtid lavede klubben en stor omstrukturering af aktiestrukturen i klubben, der blandt andet medførte at de to forhenværende aktietyper, A og B, blev slået sammen til én, som medførte at mulige investorer kunne få indflydelse i klubben. Den 3. maj blev aktieemissionen formelt opgjort og gennemført af Erhvervsstyrelsen. Denne indbragte Brøndby 108,4 millioner kroner, en sum som var et godt stykke over forventningerne. Dette sikrede klubbens fremtidige økonomiske situation, og reddede Brøndby IF fra den truende konkurs.
Det sportslige område var ikke præget af samme succes, og en nedrykning til 1. division kom tættere og tættere på, jo tættere sæsonafslutningen nærmede sig. Det kom så vidt, at det i allersidste spillerunde skulle afgøres om det var Brøndby IF eller AC Horsens som skulle have den sidste nedrykningsplads foruden Silkeborg, der allerede nogle runder forinden havde mistet chancen for at blive i Superligaen.[kilde mangler] Brøndby og Horsens mødtes i den sidste spillerunde, i et opgør som med sikkerhed ville sende et af holdene ud af Superligaen. Kampen endte 0-1 til Brøndby, ved et mål af den unge sydafrikaner Lebogang Phiri kort før dommerens slutfløjt, som derved sikrede klubbens overlevelse i den bedste danske fodboldrække.

### 2013-2016: En ny chance?
Den 10. juni 2013 blev der afholdt ekstraordinær generalforsamling i Brøndby IF oven på den veloverståede aktieemission. Som led i omstruktureringen af klubbens aktiestruktur, skulle der fastsættes en ny bestyrelse. Erhvervsmanden, og den største investorer i den nyligt overståede emission, Aldo Petersen, blev ved generalforsamlingen valgt som ny bestyrelsesformand i Brøndby IF. Et nyt tiltag blev ligeledes taget til generalforsamlingen. Gennem Brøndby Supporters Trust, en forening som kæmper for ledelsesmæssig medindflydelse til Brøndbys fans, blev der således for første gang i Danmarkshistorien, ved Morten Holm, valgt en fanrepræsentant ind i en fodboldklubs øverste beslutningsmæssige organ.
Samme dag, den 10. juni 2013, meddelte klubben, at man havde ophørt samarbejdet med Brøndby IFs sportschef Ole Bjur og cheftræner Auri Skarbalius. I samme meddelelse meddelte klubben at Thomas Frank, der indtil da var U-19 landsholdtræner for Danmark, med øjeblikkelig virkning ville overtage cheftrænersædet i klubben. En lille måned senere blev Brøndbys nye sportschef, Per Rud, offentliggjort. Dette varede indtil 19. juni 2015, hvor Per Rud blev afskediget, da man ønskede andre kompetencer ifm. klubbens sportslige visioner, og man ansatte i stedet Troels Bech som ny sportsdirektør.

### 2016-2019: Zorniger
I 2016 blev Alexander Zorniger ansat som cheftræner, efter at Thomas Frank havde trukket sig fra posten grundet bestyrelsesformanden Jan Bech Andersen havde diskrediteret ham på online chat-fora under navnet "Oscar". Han blev hurtigt kendt for at praktisere en offensiv spillestil med "gegenpress" (på dansk også kaldet "overfaldsfodbold") i en 4-4-2 formation med en diamant på midten. I Zornigers første to sæsoner som cheftræner blev det til to sølvmedaljer i Superligaen, især husket ved den ekstremt tætte 2017/18 sæson, en sejr i DBU Pokalen i 2018, samt blandt andet en samlet sejr over Hertha Berlin i UEFA Europa League.
Efter at Brøndby IF netop ikke vandt det danske mesterskab i 2017-18, og holdet efter de to første kampe i foråret 2019 var langt efter de to førende klubber, valgte Brøndbys ledelse at afskedige Zorniger 18. februar 2019. Dette skete på baggrund af flere konflikter omkring strategi og ledelse, bl.a. efter en kamp mod Hobro, hvor han stillede med 11 udlændinge og efterfølgende kritiserede de danske talenter i masterclass. Han blev afløst for resten af sæsonen af Martin Retov, tidligere spiller og hjælpetræner i klubben. Samtidig var der sket i skift på sportsdirektørposten, da Troels Bech havde sagt op per 31. december 2018, for at arbejde i Italien udenfor fodboldverdenen, og han var blevet erstattet af den tidligere Brøndby angriber Ebbe Sand.

### 2019-2022: Niels Frederiksen
Den 1. juni 2019 kunne Ebbe Sand på et pressemøde annoncere, at man havde ansat den daværende U-21 landstræner Niels Frederiksen som ny træner for klubben. Dette skulle dog vise sig at blive en af få beslutninger som Ebbe Sand nåede at tage, da han en måned senere, den 10. juli, efter blot et halvt år i jobbet, blev erstattet af den daværende sportsdirektør i FC Nordsjælland Carsten V. Jensen, der fik titlen fodbolddirektør. Samtidig afviste han en ny rolle i klubben og kritiserede efterfølgende håndteringen af fyringen, som han kunne læse om i medierne, før han selv havde fået noget at vide.
Niels Frederiksens mandskab endte i sæsonen 2019-20 på en 4. plads i Superligaen, hvilket ift. Brøndbys udmeldinger om top-3 kunne virke lettere skuffende. Dog fik det ingen konsekvenser for Niels Frederiksen, da mange, inklusiv Carsten V. Jensen, anerkendte at holdet var under en genopbygningsfase og at mange af de store profiler var smuttet i vintervinduet, bl.a. Hany Mukhtar, Dominik Kaiser og topscorer Kamil Wilczek, hvilket havde svækket truppen.
I stedet for de mange udenlandske profiler satsede man i stedet på flere danskere og flere unge spillere, heriblandt Jesper Lindstrøm, Morten Frendrup og Mikael Uhre. Dette gav pote og som 2020-2021 sæsonen skred frem så Brøndby mere og mere ud til at være i stand til at skabe overraskelsen. Dette kulminerede med en 2-0 sejr over FC Nordsjælland den 24. maj 2021, som sikrede Brøndby det første mesterskab siden Michael Laudrups hold vandt the double i 2005.

### 2022-: Global Football Holdings overtager Brøndby
Den 28. oktober 2022 meddelte Jan Bech Andersen, hovedaktionær og bestyrelsesformand i Brøndby IF, at han havde solgt størstedelen af sine aktier til det amerikanske selskab Global Football Holdings (GFH) med Scott McLachlan som frontperson, hvilket betød, at GFH ville ende med lige over 50 % af aktier og derved majoriteten. Jan Bech Andersen fortsætter som bestyrelsesformand med Scott McLachlan som ny næstformand.
Den 14. november meddelte klubben, at man havde fyret Niels Frederiksen grundet skuffende resultater og det betød, at det nye GFH projekt ville starte med en ny cheftræner.
Den 2. januar 2023 annoncerede Brøndby, at denne nye cheftræner ville blive Niels Frederiksens tidligere assistent, Jesper Sørensen. Jespre Sørensen blev opsagt den 11. december 2024.

### Trænere
| Perioder  | Navn                 | Nationalitet     |
| --------- | -------------------- | ---------------- |
| 1964-1967 | Egon Knudsen         | Danmark          |
| 1967-1969 | Leif Andersen        | Danmark          |
| 1969-1970 | Ib Jensen            | Danmark          |
| 1970-1972 | John Sinding         | Danmark          |
| 1973      | Finn Laudrup         | Danmark          |
| 1973      | Mogens Johansen      | Danmark          |
| 1974      | Kaj Møller           | Danmark          |
| 1975      | John Sinding         | Danmark          |
| 1975-1980 | Jørgen Hvidemose     | Danmark          |
| 1981-1985 | Tom Køhlert          | Danmark          |
| 1986      | Ebbe Skovdahl        | Danmark          |
| 1987-1988 | Birger Peitersen     | Danmark          |
| 1988-1989 | Ebbe Skovdahl        | Danmark          |
| 1990-1992 | Morten Olsen         | Danmark          |
| 1992-1999 | Ebbe Skovdahl        | Danmark          |
| 1999      | Tom Køhlert          | Danmark          |
| 2000-2002 | Åge Hareide          | Norge            |
| 2002      | Tom Køhlert          | Danmark          |
| 2002-2006 | Michael Laudrup      | Danmark          |
| 2006      | René Meulensteen     | Holland          |
| 2007-2008 | Tom Køhlert          | Danmark          |
| 2009-2010 | Kent Nielsen         | Danmark          |
| 2010-2011 | Henrik Jensen        | Danmark          |
| 2011-2013 | Aurelijus Skarbalius | Litauen          |
| 2013-2016 | Thomas Frank         | Danmark          |
| 2016      | Aurelijus Skarbalius | Litauen (konst.) |
| 2016-2019 | Alexander Zorniger   | Tyskland         |
| 2019      | Martin Retov         | Danmark (konst.) |
| 2019-22   | Niels Frederiksen    | Danmark          |
| 2023-24   | Jesper Sørensen      | Danmark          |

### Wall of Honour
Siden Michael Laudrup som den første spiller i Brøndby IF kom på det danske landsholdshold i Juni 1982, har over 50 spillere siden da været inde omkring deres landshold. Udover Danmark har Brøndby også fået spillere fra Nigeria, Norge, Litauen, Burkina Faso, Sverige, Færøerne, Marokko, Island, Zambia, Australien, Gambia og USA på landsholdet.
Spillere som stadigvæk er i klubben er mærket med fed skrift:
| År   | Navn               | Nationalitet |
| ---- | ------------------ | ------------ |
| 1982 | Michael Laudrup    | Danmark      |
| 1983 | Ole Madsen         | Danmark      |
| 1983 | Brian Chrøis       | Danmark      |
| 1983 | Ole Østergaard     | Danmark      |
| 1983 | Lars Lunde         | Danmark      |
| 1984 | Kim Christofte     | Danmark      |
| 1985 | John Helt          | Danmark      |
| 1986 | Lars Olsen         | Danmark      |
| 1986 | John "Faxe" Jensen | Danmark      |
| 1986 | Claus Nielsen      | Danmark      |
| 1987 | Kim Vilfort        | Danmark      |
| 1987 | Per Steffensen     | Danmark      |
| 1987 | Brian Laudrup      | Danmark      |
| 1987 | Kent Nielsen       | Danmark      |
| 1987 | Peter Schmeichel   | Danmark      |
| 1988 | Bjarne Jensen      | Danmark      |
| 1988 | Jan Bartram        | Danmark      |
| 1989 | Bent Christensen   | Danmark      |
| 1989 | Per Frimann        | Danmark      |

| År   | Navn              | Nationalitet |
| ---- | ----------------- | ------------ |
| 1990 | Erik Rasmussen    | Danmark      |
| 1990 | Ushe Okechuckwu   | Nigeria      |
| 1990 | Friday Elahor     | Nigeria      |
| 1991 | Brian Jensen      | Danmark      |
| 1991 | Frank Pingel      | Danmark      |
| 1992 | Mogens Krogh      | Danmark      |
| 1992 | Marc Rieper       | Danmark      |
| 1993 | Mark Strudal      | Danmark      |
| 1993 | Jes Høgh          | Danmark      |
| 1993 | Dan Eggen         | Norge        |
| 1994 | Jesper Kristensen | Danmark      |
| 1994 | Jens Risager      | Danmark      |
| 1995 | Bo Hansen         | Danmark      |
| 1995 | Allan Nielsen     | Danmark      |
| 1996 | Peter Møller      | Danmark      |
| 1996 | Ole Bjur          | Danmark      |
| 1996 | Søren Colding     | Danmark      |
| 1996 | Auri Skarbalius   | Litauen      |
| 1998 | Ebbe Sand         | Danmark      |
| 1999 | Oumar Barro       | Burkina Faso |

| År   | Navn                | Nationalitet |
| ---- | ------------------- | ------------ |
| 2000 | Magnus Svensson     | Sverige      |
| 2000 | Mattias Jonson      | Sverige      |
| 2001 | Peter Madsen        | Danmark      |
| 2001 | Mads Jørgensen      | Danmark      |
| 2002 | Morten Wieghorst    | Danmark      |
| 2002 | Per Nielsen         | Danmark      |
| 2003 | Jón Rói Jacobsen    | Færøerne     |
| 2003 | Thomas Kahlenberg   | Danmark      |
| 2003 | Andreas Jakobsson   | Sverige      |
| 2004 | Karim Zaza          | Marokko      |
| 2004 | Asbjørn Sennels     | Danmark      |
| 2004 | Martin Retov        | Danmark      |
| 2004 | Morten Skoubo       | Danmark      |
| 2004 | Johan Elmander      | Sverige      |
| 2005 | Daniel Agger        | Danmark      |
| 2006 | Hannes Sigurðsson   | Island       |
| 2006 | Martin Ericsson     | Sverige      |
| 2007 | Stefán Gíslason     | Island       |
| 2007 | Chris Katongo       | Zambia       |
| 2008 | Samuel Holmén       | Sverige      |
| 2008 | Max von Schlebrügge | Sverige      |
| 2008 | Thomas Rasmussen    | Danmark      |
| 2008 | Anders Randrup      | Danmark      |
| 2008 | Stephan Andersen    | Danmark      |
| 2008 | Michael Krohn-Dehli | Danmark      |
| 2008 | Morten Rasmussen    | Danmark      |
| 2008 | David Williams      | Australien   |
| 2008 | Ousman Jallow       | Gambia       |
| 2009 | Martin Bernburg     | Danmark      |
| 2009 | Mikael Nilsson      | Sverige      |

| År   | Navn                 | Nationalitet |
| ---- | -------------------- | ------------ |
| 2010 | Mike Jensen          | Danmark      |
| 2011 | Daniel Wass          | Danmark      |
| 2011 | Dennis Rommedahl     | Danmark      |
| 2011 | Brent McGrath        | Australien   |
| 2011 | Clarence Goodson     | USA          |
| 2012 | René Joensen         | Færøerne     |
| 2013 | Simon Makienok       | Danmark      |
| 2013 | Lukas Hradecky       | Finland      |
| 2014 | Ferhan Hasani        | Makedonien   |
| 2014 | Ariel Nuñez          | Paraguay     |
| 2014 | Teemu Pukki          | Finland      |
| 2015 | Lebogang Phiri       | Sydafrika    |
| 2015 | Holmbert Fridjonsson | Island       |
| 2015 | Riza Durmisi         | Danmark      |
| 2015 | Rodolph Austin       | Jamaica      |
| 2016 | Frederik Rønnow      | Danmark      |
| 2016 | Marcos Ureña         | Costa Rica   |
| 2016 | Kamil Wilczek        | Polen        |
| 2017 | Paulus Arajuuri      | Finland      |
| 2017 | Zsolt Kalmar         | Ungarn       |
| 2017 | Jan Kliment          | Tjekkiet     |
| 2017 | Besar Halimi         | Kosovo       |
| 2018 | Johan Larsson        | Sverige      |
| 2019 | Simon Tibbling       | Sverige      |
| 2020 | Anis Ben Slimane     | Tunesien     |
| 2020 | Blás Riveros         | Paraguay     |

## Spilledragter

### Tidligere spilledragter

#### 2013-2015
| Hjemmetrøje | Udebanetrøje |  |

#### 2010-11
| Hjemmetrøje | Udebanetrøje |  |

##### Målmandsdragt
| Spilledragt · Spilledragt · Spilledragt · Spilledragt | Spilledragt · Spilledragt · Spilledragt · Spilledragt | Spilledragt · Spilledragt · Spilledragt · Spilledragt |

#### 2009-10
| Hjemmetrøje | Udebanetrøje |

#### 2008-09
| Hjemmetrøje | Udebanetrøje |

#### 2007-08
| Hjemmetrøje | Udebanetrøje |

#### 2006-07
| Hjemmetrøje | Udebanetrøje | Tredjetrøje |  |

## Titler

### Danmarksmesterskabet i fodbold (Ikke kun superligaen)
- Mesterskaber (11) : 1985, 1987, 1988, 1990, 1991, 1996, 1997, 1998, 2002, 2005 og 2021
- Nr. 2 (9) : 1995, 1999, 2000, 2001, 2003, 2004, 2006, 2017, 2018.
- Nr. 3 (6) : 1993, 1994, 2009, 2010, 2011, 2015.

### Landspokalturneringen i fodbold
- Pokalvinder (7) : 1989, 1994, 1998, 2003, 2005, 2008, 2018

### Royal League
- Vinder: 2007

## Europæisk deltagelse
| Sæson     | Runde         | Modstander                      | Hjemme | Ude | V | U | T | Mål | P |
| --------- | ------------- | ------------------------------- | ------ | --- | - | - | - | --- | - |
| 1987/88   | 1.            | IFK Göteborg                    | 2-1    | 0-0 | 1 | 1 | 0 | 2-1 |   |
| -         | 2.            | FC Sportul Studențesc București | 3-0    | 6-0 | 1 | 0 | 1 | 3-6 |   |
| 1990/91   | 1.            | Eintracht Frankfurt             | 5-0    | 4-1 | 1 | 0 | 1 | 6-4 |   |
| -         | 1.            | Ferencvarosi TC                 | 3-0    | 0-1 | 2 | 0 | 0 | 4-0 |   |
| -         | 3.            | Bayer 04 Leverkusen             | 3-0    | 0-0 | 1 | 1 | 0 | 3-0 |   |
| -         | Kvartfinale   | Torpedo Moskva                  | 1-0    | 3-4 | 2 | 0 | 0 | 5-3 |   |
| -         | Semifinale    | AS Roma                         | 0-0    | 2-1 | 0 | 1 | 1 | 1-2 |   |
| 1993/94   | 1.            | Dundee United F.C.              | 2-0    | 3-1 | 1 | 0 | 1 | 3-3 |   |
| -         | 2.            | FC Kuusysi Lahti                | 3-1    | 1-4 | 2 | 0 | 0 | 7-2 |   |
| -         | 3.            | Borussia Dortmund               | 1-1    | 1-0 | 0 | 1 | 1 | 1-2 |   |
| 1995/96   | Kvalifikation | FK Inkaras Kaunas               | 3-0    | 0-3 | 2 | 0 | 0 | 6-0 |   |
| -         | 1.            | Lillestrøm SK                   | 3-0    | 0-0 | 1 | 1 | 0 | 3-0 |   |
| -         | 2.            | Liverpool F.C.                  | 0-0    | 0-1 | 1 | 1 | 0 | 1-0 |   |
| -         | 3.            | AS Roma                         | 2-1    | 3-1 | 1 | 0 | 1 | 3-4 |   |
| 1996/97   | 1.            | FC Aarau                        | 5-0    | 0-2 | 2 | 0 | 0 | 7-0 |   |
| -         | 2.            | Aberdeen FC                     | 0-0    | 0-2 | 1 | 1 | 0 | 2-0 |   |
| -         | 3.            | Karlsruher SC                   | 1-3    | 0-5 | 1 | 0 | 1 | 6-3 |   |
| -         | Kvartfinale   | CD Tenerife                     | 0-2    | 0-1 | 1 | 0 | 1 | 1-2 |   |
| 1997/98   | 1.            | Olympique Lyon                  | 2-3    | 4-1 | 0 | 0 | 2 | 3-7 |   |
| 1999/2000 | 1.            | Amica Wronki                    | 4-3    | 2-0 | 1 | 0 | 1 | 4-5 |   |
| 2000/01   | 1.            | NK Osijek                       | 1-2    | 0-0 | 0 | 1 | 1 | 1-2 |   |
| 2001/02   | Kvalifkation  | Shelbourne FC                   | 2-0    | 0-3 | 2 | 0 | 0 | 5-0 |   |
| -         | 1.            | NK Olimpija Ljubljana           | 0-0    | 2-4 | 1 | 1 | 0 | 4-2 |   |
| -         | 2.            | NK Varaždin                     | 5-0    | 3-1 | 1 | 0 | 1 | 6-3 |   |
| -         | 3.            | Parma FC                        | 0-3    | 1-1 | 0 | 1 | 1 | 1-4 |   |
| 2002/03   | 1.            | Levski Sofia                    | 1-1    | 4-1 | 0 | 1 | 1 | 2-5 |   |
| 2003/04   | Kvalifikation | FC Dinamo Minsk                 | 3-0    | 0-2 | 2 | 0 | 0 | 5-0 |   |
| -         | 1.            | FK Viktoria Žižkov              | 1-0    | 0-1 | 2 | 0 | 0 | 2-0 |   |
| -         | 2.            | Schalke 04                      | 5-2    | 2-1 | 1 | 0 | 1 | 6-4 |   |
| -         | 3.            | FC Barcelona                    | 0-1    | 2-1 | 0 | 0 | 2 | 1-3 |   |
| 2004/05   | 2. kvalrunde  | FK Ventspils                    | 1-1    | 0-0 | 0 | 2 | 0 | 1-1 |   |
| 2005/06   | 1.            | FC Zürich                       | 2-0    | 2-1 | 1 | 0 | 1 | 3-2 |   |
| -         | Gruppespil    | Maccabi Petach-Tikvah FC        | 2-0    | -   | 1 | 0 | 0 | 2-0 |   |
| -         | -             | Lokomotiv Moskva                | -      | 4-2 | 0 | 0 | 1 | 2-4 |   |
| -         | -             | RCD Espanyol                    | 1-1    | -   | 0 | 1 | 0 | 1-1 |   |
| -         | -             | US Città di Palermo             | -      | 3-0 | 0 | 0 | 1 | 0-3 |   |
| 2006/07   | Kval          | Valur Reykjavik                 | -      | 0-0 | 0 | 1 | 0 | 0-0 |   |
| -         | -             | Flora Tallinn                   | 4-0    | 0-0 | 1 | 1 | 0 | 4-0 |   |
| -         | 1.            | Eintracht Frankfurt             | 2-2    | 0-4 | 0 | 1 | 1 | 2-6 |   |
| 2008/09   | Kval          | B36 Tórshavn                    | 1-0    | 0-2 | 2 | 0 | 0 | 3-0 |   |
| -         | -             | FC Haka                         | 2-0    | 0-4 | 2 | 0 | 0 | 6-0 |   |
| -         | 1.            | Rosenborg BK                    | 1-2    | 3-2 | 0 | 0 | 2 | 3-5 |   |
| 2024-25   | 2. Kval       | 🇽🇰 Llapi                        | 6-0    | 2-2 | 1 | 1 | 0 | 8-2 |   |
| 2025-26   | 2. Kval       | 🇫🇴 HB Tórshavn                  | 1-0    | 1-1 | 1 | 1 | 0 | 2-1 |   |
| 2025-26   | 3. Kval       | 🇮🇸 Vikingur Reykjavik           | 4-0    | 0-3 | 1 | 0 | 1 | 4-3 |   |

Kilde: http://brondby.com/kampe/statistik/europaeiske-kampe/ Arkiveret 14. april 2014 hos  Wayback Machine
| Sæson   | Runde        | Modstander             | Hjemme | Ude          | V   | U | T   | Mål | P |
| ------- | ------------ | ---------------------- | ------ | ------------ | --- | - | --- | --- | - |
| 1986/87 | 1.           | Budapest Honvéd        | 4-1    | 2-2          | 1   | 1 | 0   | 6-3 |   |
| -       | 2.           | BFC Dynamo             | 2-1    | 1-1          | 1   | 1 | 0   | 3-2 |   |
| -       | 1.           | FC Porto               | 1-1    | 1-0          | 0   | 1 | 1   | 1-2 |   |
| 1988/89 | 1.           | Club Brugge            | 2-1    | 1-0          | 1   | 0 | 1   | 2-2 |   |
| 1989/90 | 1.           | Olympique de Marseille | 1-1    | 3-0          | 0   | 1 | 1   | 1-4 |   |
| 1991/92 | 1.           | Zagłębie Lubin         | 3-0    | 2-1          | 1   | 0 | 1   | 4-2 |   |
| 2.      | Dynamo Kijev | 0-1                    | 1-1    | 0            | 1   | 1 | 1-2 |     |   |
| 2022-23 | 2.           | Pogon Szczecin         | 1-1    | 4-0          | 1   | 1 | 0   |     |   |
|         | 3.           | Basel                  | 1-0    | Straffespark | 1-2 | 1 |     |     |   |

Kilde: http://brondby.com/kampe/statistik/europaeiske-kampe/ Arkiveret 14. april 2014 hos  Wayback Machine
| Sæson   | Runde      | Modstander          | Hjemme | Ude   | V  | U | T  | Mål   | P  |
| ------- | ---------- | ------------------- | ------ | ----- | -- | - | -- | ----- | -- |
| 1996-97 | Kval       | Widzew Lodz         | 3-2    | 1-2   | 1  | 0 | 1  | 4-4   | 3  |
| 1997-98 | 2. kval    | Dynamo Kijev        | 2-4    | 1-0   | 1  | 0 | 1  | 3-4   | 3  |
| 1998-99 | 2. kval    | 1. FC Kosice        | 0-1    | 2-0   | 1  | 0 | 1  | 2-1   | 3  |
| -       | Gruppespil | Bayern München      | 2-1    | 0-2   | 1  | 0 | 1  | 2-3   | 3  |
| -       | -          | FC Barcelona        | 0-2    | 0-2   | 0  | 0 | 2  | 0-4   | 0  |
| -       | -          | Manchester United   | 2-6    | 0-5   | 0  | 0 | 2  | 2-11  | 0  |
| 1999-00 | 2. kval    | FK Sloga Jugomagnat | 1-0    | 1-0   | 2  | 0 | 0  | 2-0   | 6  |
| -       | 3. kval    | Boavista            | 1-2    | 2-4   | 0  | 0 | 2  | 3-6   | 0  |
| 2000-01 | 2. kval    | KR Reykjavik        | 3-1    | 0-0   | 1  | 1 | 0  | 3-1   | 4  |
| -       | 3. kval    | Hamburger SV        | 0-2    | 0-0   | 0  | 1 | 1  | 0-2   | 1  |
| 2002-03 | 2. kval    | KS Dinamo Tirana    | 1-0    | 4-0   | 2  | 0 | 0  | 5-0   | 6  |
| -       | 3. kval    | Rosenborg BK        | 2-3    | 0-1   | 0  | 0 | 2  | 2-4   | 0  |
| 2005-06 | 2. kval    | Dynamo Tbilisi      | 3-1    | 2-0   | 2  | 0 | 0  | 5-1   | 6  |
| -       | 3. kval    | Ajax Amsterdam      | 2-2    | 1-3   | 0  | 1 | 1  | 3-5   | 1  |
| Total   | -          | -                   | 22-27  | 14-19 | 11 | 3 | 14 | 36-46 | 36 |

## Fanklubber
- Brøndby Support

### Brøndby Supporters Trust
Brøndby Supporters Trust (forkortet BST) er en fanklub og aktionærforening, der har til formål at samle fans og småaktionærer for at sikre indflydelse i Brøndby IF.
Arbejdet blev startet i august 2012 og nåede en foreløbig kulmination i juni 2013, hvor Morten Holm blev valgt ind i bestyrelsen for Brøndbyernes IF Fodbold A/S som repræsentant for BST. I april 2014 blev han erstattet af foreningens formand, Sune Blom.
Foreningen arbejder på mange forskellige planer. Dels som en aktiv stemme ved generalforsamlinger gennem egen aktiepost og fuldmagter fra aktionærer, dels som meningsdanner og offentlig stemme på spørgsmål omkring, hvordan klubben skal drives. Målet er at skabe en bæredygtig fodboldklub, drevet med respekt for de traditioner, Brøndby IF er skabt på. Derfor er det vigtigt, at ejerskabet er fordelt på mange hænder, så der altid vil være en demokratisk proces bag de beslutninger, klubben tager.